# Ptereleotris melanopogon
Ptereleotris melanopogon is een straalvinnige vissensoort uit de familie van wormvissen (Microdesmidae). De wetenschappelijke naam van de soort is voor het eerst geldig gepubliceerd in 1985 door Randall & Hoese.